# Teofil Prezbiter

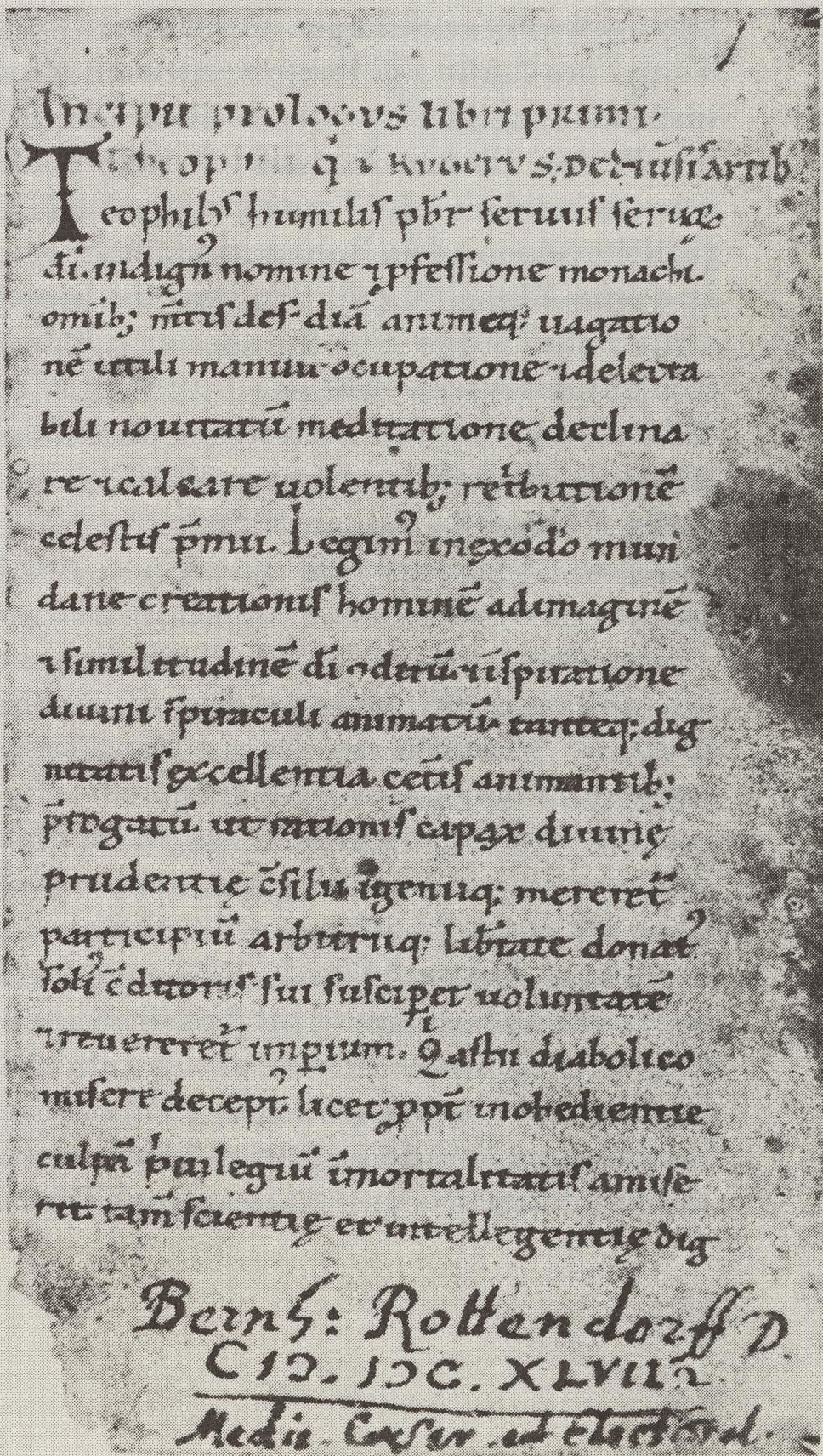
Diversarum Artium Schedula autorstwa Teofila Prezbitera (XII wiek)

Teofil Prezbiter (ok. 1070–1125) – zakonnik reguły benedyktyńskiej i twórca pisanego łaciną dzieła zawierającego szczegółowe opisy i instrukcje do wykonywania dzieł średniowiecznego rzemiosła artystycznego. Kolekcja jego opisów jest znana jako Schedula diversarum artium ("Zbiór przepisów o sztukach rozmaitych") lub De diversibus artibus ("O sztukach rozmaitych") które zostały opisane pomiędzy 1100 i 1120. Najstarsze kopie rękopisów zostały znalezione w Wiedniu (Austriacka Biblioteka Narodowa, Codex 2527) i w Wolfenbüttel k. Brunszwiku (Biblioteka Księcia Augusta, Codex Guelf 69). Gotthold Ephraim Lessing dokonał ponownego odkrycia dzieła, kiedy on pełnił funkcję bibliotekarza w Wolfenbüttel.
Schedula pozwala na szczegółowe zapoznanie i analizę technik rzemiosła artystycznego w wiekach średnich. Dzieło jest podzielone na trzy tomy. Tom pierwszy zawiera informacje o technikach, produkcji i używaniu materiałów do rysunku i malarstwa, używania farby i atramentu, szczególnie do malarstwa książkowego oraz malarstwa ściennego. Drugi tom dotyczy witraży i techniki witrażu. Trzeci tom poświęcony jest złotnictwu. Tu także zostały zawarte wstępne informacje o budowie organów. Prawdopodobnie Teofil zestawił źródła na temat malarstwa olejnego. Dzieło zostało przetłumaczone na języki angielski, francuski, polski, węgierski, niemiecki, włoski, japoński, bułgarski oraz rosyjski, w większości w XIX i XX w. Przykładowym dziełem powstałym na bazie teorii Teofila Prezbitera jest Ewangeliarz Henryka Lwa. 

## Dzieło
- De diversis artibus lub Schedula diversarum artium (w trzech tomach, edycję dzieła datuje się na około 1125)

Polska wersja Diversarum Artium Schedula Teofila Prezbitera znana pod tytułem Średniowieczny zbiór przepisów o sztukach rozmaitych została wydana w 1998.